# NGC 4289
NGC 4289 ist eine Spiralgalaxie mit ausgedehnten Sternentstehungsgebieten vom Hubble-Typ Sbc im Sternbild Jungfrau auf der Ekliptik. Die Galaxie ist schätzungsweise 113 Millionen Lichtjahre von der Milchstraße entfernt und hat einen Durchmesser von etwa 135.000 Lichtjahren. Unter der Katalognummer VCC 449 ist sie als Mitglied des Virgo-Galaxienhaufens aufgeführt.

Im selben Himmelsareal befinden sich u. a. die Galaxien NGC 4234, NGC 4292, NGC 4301, NGC 4303.
Das Objekt wurde im Jahr 1877 von dem Astronomen Wilhelm Tempel mithilfe seines 11 Zoll-Teleskops entdeckt.